# Ra (album)
Ra – trzynasty album studyjny niemieckiej grupy rockowej Eloy, wydany w 1988 roku nakładem SPV.

## Lista utworów
Opracowano na podstawie materiału źródłowego.
| Nr | Tytuł utworu                 | Muzyka                           | Długość |
| -- | ---------------------------- | -------------------------------- | ------- |
| 1. | „Voyager of the Future Race” | Frank Bornemann, Michael Gerlach | 8:51    |
| 2. | „Sensations”                 | Frank Bornemann, Michael Gerlach | 4:46    |
| 3. | „Dreams”                     | Frank Bornemann, Michael Gerlach | 8:05    |
| 4. | „Invasion of a Megaforce”    | Frank Bornemann, Achim Gieseler  | 7:42    |
| 5. | „Rainbow”                    | Frank Bornemann, Achim Gieseler  | 5:21    |
| 6. | „Hero”                       | Frank Bornemann, Michael Gerlach | 6:51    |
|    |                              |                                  | 41:36   |

## Twórcy
Opracowano na podstawie materiału źródłowego.
Muzycy:
- Frank Bornemann – gitara, śpiew
- Michael Gerlach – keyboardy, programowanie

Dodatkowi muzycy:
- Diana Baden – szepty (3)
- Udo Dahmen – perkusja (4)
- Achim Gieseler – keyboardy (4, 5)
- Paul Harriman – gitara basowa (2)
- Stefan Höls – gitara basowa (4), wokal wspierający (3, 5)
- Tommy Newton – gitara (2)
- Anette Stangenberg – śpiew (3-5)
- Darryl van Raalte – gitara basowa bezprogowa (3)
- Sue Wist – śpiew (w intro do 1)

Produkcja:
- Frank Bornemann – produkcja muzyczna
- Fritz Hilpert – inżynieria dźwięku
- Michael Narten – oprawa graficzna